# Krigsåret 1791

## Pågående krig
- Indiankrigen (1622-1918)
  - Diverse stater i Amerika på ena sidan
  - Diverse indainstammar på andra sidan

- Kriget mot ohioindianerna (1785-1795)
  - USA på ena sidan.
  - Västra konfederationen på andra sidan.

- Rysk-turkiska kriget (1787-1791)[1]

### Fotnoter
1. ↑  ”WHKMLA”. http://www.zum.de/whkmla/military/18cen/russturk178791.html. Läst 30 juni 2011.